# Jeff Albert

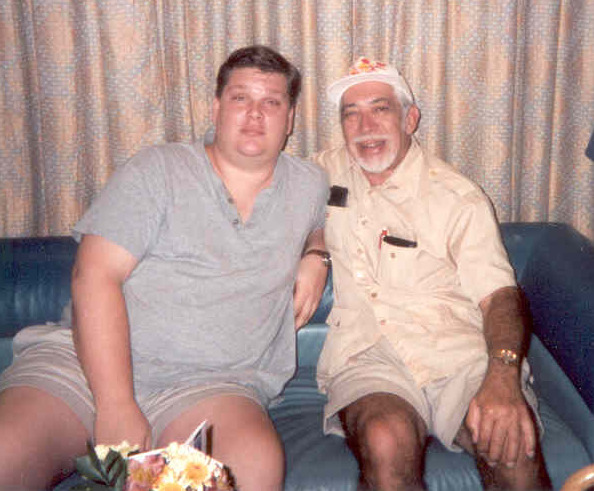
Jeff Albert (links) und Sonny Russo

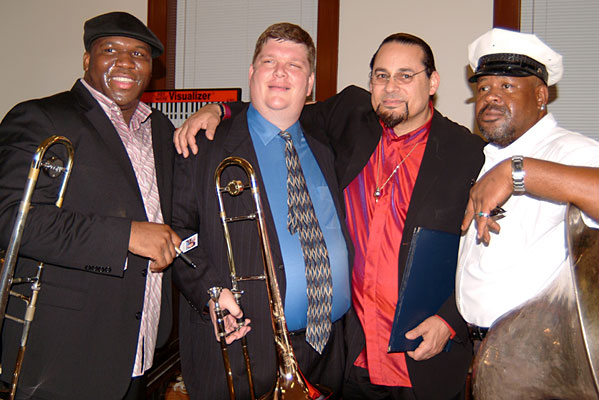
Von links nach rechts: Big Sam Williams, Jeff Albert, Steve Turre und Kirk Joseph 2006

Jeff Albert (* 9. Oktober 1970) ist ein US-amerikanischer Jazzposaunist (auch Bassposaune, Tuba, Electronics), Komponist und Hochschullehrer.

## Leben
Albert stammt aus einer Musikerfamilie; frühes Vorbild war J. J. Johnson, später beeinflussten ihn die Posaunisten George Lewis und Roswell Rudd. Er studierte an der Loyola University New Orleans und an der University of New Orleans; seit den 1990er Jahren ist er in der Jazzszene von New Orleans aktiv. Er spielte u. a. mit Georg Gräwe, Hamid Drake und Tony Dagradi; ferner war er Mitglied der Formationen The Mahogany Brass Band (mit Delfeayo Marsalis) und The Magnetic Ear um Martin Krusche.
Im Laufe seiner Karriere spielte Albert in New Orleans auch mit Musikern der dortigen Rhythm-and-Blues-Szene; so wirkte er bei dem Album Deacon John’s Jump Blues (mit Dr. John, Allen Toussaint und Wardell Quezergue) mit, arbeitete ferner mit Clarence Gatemouth Brown und Aaron Neville.
2005 legte Albert sein Debütalbum One mit Eigenkompositionen vor. Er arbeitet mit eigenem Quartett und ist Co-Leader der Lucky 7s (mit Jeb Bishop), außerdem ab 2007 Gründer und Kurator der Veranstaltungsreihe Open Ears Music Series. 2012 wurde er vom Down Beat Critics Poll in die Liste der Rising Star Trombone aufgenommen. Albert ist Autor für das International Trombone Journal.
Jeff Albert unterrichtete an der Xavier University of Louisiana, der University of New Orleans, der Loyola University, und der Georgia Institute of Technology; er war bis 2010 Doktorand im Programm Experimentelle Musik und Digitale Medien der Louisiana State University bei Stephen David Beck und Jesse Allison; gegenwärtig ist er Assistant Professor an der Loyola University. Seine elektroakustischen Kompositionen wurden u. a. vom New Orleans New Music Ensemble und dem Laptop Orchestra of Louisiana (LOLs) aufgeführt.

## Diskografische Hinweise
- Similar in the Opposite Way (2008)
- Lucky 7's: Junkyard Pluto (Clean Feed Records, 2009)
- Picadilly Carrot Souffle
- Live at the Hungry Brain (2018), mit Ben LaMar Gay, Matt Lux, Quin Kirchner
- Unanimous Sources (2020)